# Plesiodexilla crouzeli
Plesiodexilla crouzeli är en tvåvingeart som beskrevs av Blanchard 1966. Plesiodexilla crouzeli ingår i släktet Plesiodexilla och familjen parasitflugor. Inga underarter finns listade i Catalogue of Life.